# کپیتال ایندکس
کپیتال ایندکس (انگلیسی: Capital Index) شرکت خدمات مالی بریتانیایی است، که در سال ۲۰۱۴ تأسیس شد.